# Erik Hoffmann (Maler)
Erik Hoffmann (* 1952 in Leoben/Steiermark in Österreich) ist ein österreichischer Maler des Realismus. Er arbeitet in Lilienthal bei Worpswede und auf Barra in Schottland.

## Leben und Werk
Erik Hoffmann ist in der Steiermark bei seinen Großeltern aufgewachsen. Im Alter von vier Jahren besuchte er zusammen mit seiner Großmutter seine Eltern in Caracas, Venezuela. Es folgten, im Anschluss an die Heimkehr nach Österreich, Jahre der Krankheit durch eine Virusinfektion. Zur Gesundung trugen lange Wanderungen in der Natur bei, die sein Großvater mit ihm unternahm. In späteren Lebensjahren tauschte er die Enge der Berge und Täler seiner Kinderjahre gegen die weite, offene Natur der schottischen Hebriden aus.
Hoffmann studierte von 1975 bis 1981 Freie Malerei an der Kunsthochschule Kassel. Einen Lehrauftrag für Porträtmalerei bekam er dort von 1981 bis 1982. Förderung erhielt er durch eine Anzahl renommierter Stipendien und Preise. 1993 wurde er Vater eines Sohnes. Seit 2004 ist er mit Gabriele Schmid verheiratet.
Hoffmann ist ein realistischer Porträt- und Landschaftsmaler. Er malt Porträts eingebettet in Orte und Landschaften, die so in der Realität nicht existieren, sondern Konstruktionen einer Wirklichkeit sind, die sich Hoffmann in Naturstudien erarbeitet hat. Den kanadischen Realisten Ken Danby und Alex Colville erweist er seine Reverenz. Als Malfarbe nutzt er Tempera.
Seine literarischen Vorbilder sind Sir Edward Montague Compton Mackenzie und William Wordsworth.

### Ausgewählte Malereien
- Das Haus des Bahnwärters, 1980
- Island Beauty, 1986
- Girl from Vancouver, 1987
- Cassiopeia, 1988
- Nightfall, 1988[4]
- On a Lee Shore, 1992
- The Point: The Dying Of The Light, 1992
- Summer’s End, 1991
- Whalebone, 1990
- The Point: The Hour Of Solitude, 1993
- Glenfinnan Gloaming, 1993[5]

## Ausstellungen (Auswahl)

### Einzelausstellungen
- 1981 Galerie am Savignyplatz, Berlin
- 1983 Deutsche Realisten Goethe-Institut, Brasilien
- 1984 Deutsche Landschaft – heute, Kunsthalle Emden
- 1993 1. Realismus – Triennale, Martin-Gropius-Bau, Berlin
- 1994 Eine Ausstellung Island Universe geht in Schottland auf Tournee
  - An Lanntair Gallery, Stornoway
  - Crawford Centre for the Arts, St. Andrews (Schottland)
  - Swanson Gallery, Thurso
  - St. Fergus Gallery, Wick (Schottland)
  - Iona Gallery, Kingussie, Schottland
  - An Tuireann, Isle of Skye
- 1993 Galerie Brockstedt, Hamburg
- 2001 Visionen des Wirklichen Städtische Galerie im Park Viersen[6]

### Gruppenausstellungen
- 1991 …den Mops verdoppeln? – Realismus heute Städtische Galerie im Park Viersen
- 2007 Galerie Gering, Frankfurt (mit Gabriele Schmid)

## Auszeichnungen
- 1977 Preisträger Hommage à Cassel (mit Anatol Herzfeld)
- 1980 Preisträger der HASTRA Hannover
- 1982 DAAD-Stipendium, Glasgow School of Art
- 1982 Schloss-Bleckede-Stipendium, Niedersachsen[7]
- 1982 Werkstatt-Altena-Stipendium[8]
- 1983 Kunstpreis der Sparkasse Karlsruhe
- 1985 Atelierhaus-Stipendium Worpswede
- 1989 The Morrison Scottish Portrait Award (Recommendation), Royal Scottish Academy, Edinburgh
- 2001 Künstler des Monats Aberdeen Art Gallery & Museum, Aberdeen
- 2014 Bernhard-Kaufmann-Preis, Worpswede[9]

## Ausstellungskataloge
- Portraits from the Western Edge. Erik Hoffmann. Katalog. Stornoway, Western Isles, Scotland, 1988.
- Landschaften. Katalog. Bahnhof Eller, Düsseldorf, 1991.
- 1. Realismus-Triennale. Berlin, Ars Nicolai, 1993.
- Patrick Ashmore: Calanais – The Standing Stones. Stornoway, 1995.
- Island Universe / Saoghal nan Eilean Erik Hoffmann. Katalog. Stornoway, Western Isles, Scotland, 1993.